# Терешковский сельсовет (Московская область)
Терешковский сельсовет — упразднённая административно-территориальная единица, существовавшая на территории Московской губернии и Московской области до 1954 и в 1958—1983 годах.
Терешковский с/с был образован в первые годы советской власти. По данным 1924 года он входил в состав Козловской волости Московского уезда Московской губернии.
В 1929 году Терешковский с/с был отнесён к Кунцевскому району Московского округа Московской области.
14 июня 1954 года Терешковский с/с был упразднён, а  его территория передана в Румянцевский с/с.
25 сентября 1958 года Терешковский с/с был восстановлен путём преобразования Румянцевского с/с.
28 июля 1960 года Кунцевский район был упразднён, а Терешковский с/с был передан в новый Ульяновский район. 
20 августа 1960 года из Терёшковского с/с в Филимонковский были переданы селения Румянцево и Саларьево.
1 февраля 1963 года Ульяновский район был упразднён и Терешковский с/с вошёл в Звенигородский сельский район. 11 января 1965 года Терешковский с\с был передан в восстановленный Ленинский район.
3 декабря 1965 года из Филимонковского с/с в Терешковский были переданы селения Румянцево и Саларьево.
24 октября 1983 года из Терёшковского с/с в административное подчинение дачному посёлку Чоботы Солнцевского горсовета Московского горсовета были переданы селения Суково, Терёшково, посёлки Здоровый Отдых, Лазёнки и Лукино, а в административное подчинение дачному посёлку Переделкино Солнцевского горсовета Московского горсовета ― селения Орлово и Федосьино.
6 декабря 1983 года Терешковский с/с был упразднён. При этом селения Говорово, Дудкино, Румянцево и Саларьево были переданы в новый Московский с/с.